# Lușîne, Sakî
Lușîne (în ucraineană Лушине) este un sat în comuna Stovpove din raionul Sakî, Republica Autonomă Crimeea, Ucraina.

## Demografie
Componența lingvistică a localității Lușîne
     Rusă (69,47%)
     Ucraineană (15,27%)
     Tătară crimeeană (13,49%)
     Alte limbi (1,27%)
Conform recensământului din 2001, majoritatea populației localității Lușîne era vorbitoare de rusă (69,47%), existând în minoritate și vorbitori de ucraineană (15,27%) și tătară crimeeană (13,49%).